# Sudba barabansjjika
Sudba barabansjjika (russisk: Судьба барабанщика) er en sovjetisk spillefilm fra 1955 af Viktor Ejsymont.

## Medvirkende
- Daniil Sagal som Batasjov
- Sergej Jasinskij som Sergej Batasjov
- Alla Larionova som Valentina
- Andrej Abrikosov som Polovtsev
- Viktor Khokhrjakov som Vasya